# Coleophora manitoba
Coleophora manitoba é uma espécie de mariposa do gênero Coleophora pertencente à família Coleophoridae.